# Cheilotrichia vaillanti
Cheilotrichia vaillanti là một loài ruồi trong họ Limoniidae. Chúng phân bố ở miền Cổ bắc.